# The Women's Tour 2016
The Aviva Women's Tour 2016 was de derde editie van de The Women's Tour, een rittenkoers georganiseerd in Groot-Brittannië, die deel uitmaakte van de eerste UCI Women's World Tour 2016.

## Etappe-overzicht
| etappe | datum   | start       | finish              | profiel    | afstand  | winnaar           | klassementsleider |
| ------ | ------- | ----------- | ------------------- | ---------- | -------- | ----------------- | ----------------- |
| 1e     | 15 juni | Southwold   | Norwich             | Vlakke rit | 132 km   | Christine Majerus | Christine Majerus |
| 2e     | 16 juni | Atherstone  | Stratford-upon-Avon | Heuvelrit  | 140 km   | Amy Pieters       | Marianne Vos      |
| 3e     | 17 juni | Ashbourne   | Chesterfield        | Heuvelrit  | 112,6 km | Lizzie Armitstead | Lizzie Armitstead |
| 4e     | 18 juni | Nottingham  | Stoke-on-Trent      | Heuvelrit  | 119,6 km | Marianne Vos      | Lizzie Armitstead |
| 5e     | 19 juni | Northampton | Kettering           | Vlakke rit | 113,2 km | Lotta Lepistö     | Lizzie Armitstead |

## Etappes

### 1e etappe
15 juni 2016 — Southwold naar Norwich, 132 km
|    | Naam                 | Team                | Tijd     |
| -- | -------------------- | ------------------- | -------- |
| 1  | Christine Majerus    | Boels Dolmans       | 3u24'48" |
| 2  | Marianne Vos         | Rabobank-Liv        | z.t.     |
| 3  | Giorgia Bronzini     | Wiggle High5        | z.t.     |
| 4  | Marta Bastianelli    | Alé Cipollini       | z.t.     |
| 5  | Lotta Lepistö        | Cervélo-Bigla       | z.t.     |
| 6  | Leah Kirchmann       | Liv-Plantur         | z.t.     |
| 7  | Lucinda Brand        | Rabobank-Liv        | z.t.     |
| 8  | Alison Tetrick       | Cylance Pro Cycling | z.t.     |
| 9  | Elisa Longo Borghini | Wiggle High5        | z.t.     |
| 10 | Floortje Mackaij     | Liv-Plantur         | z.t.     |

|    | Naam              | Team          | Tijd     |
| -- | ----------------- | ------------- | -------- |
| 1  | Christine Majerus | Boels Dolmans | 3u24'48" |
| 2  | Marianne Vos      | Rabobank-Liv  | + 1"     |
| 3  | Giorgia Bronzini  | Wiggle High5  | + 6"     |
| 4  | Leah Kirchmann    | Liv-Plantur   | + 7"     |
| 5  | Gracie Elvin      | Orica-AIS     | + 7"     |
| 6  | Chantal Blaak     | Boels Dolmans | + 8"     |
| 7  | Lizzie Armitstead | Boels Dolmans | + 9"     |
| 8  | Marta Bastianelli | Alé Cipollini | + 10"    |
| 9  | Lotta Lepistö     | Cervélo-Bigla | + 10"    |
| 10 | Lucinda Brand     | Rabobank-Liv  | + 10"    |

### 2e etappe
16 juni 2016 — Atherstone naar Stratford-upon-Avon, 140 km
|    | Naam                 | Team          | Tijd     |
| -- | -------------------- | ------------- | -------- |
| 1  | Amy Pieters          | Wiggle High5  | 3u36'55" |
| 2  | Lisa Brennauer       | Canyon-SRAM   | z.t.     |
| 3  | Marianne Vos         | Rabobank-Liv  | z.t.     |
| 4  | Gracie Elvin         | Orica-AIS     | z.t.     |
| 5  | Christine Majerus    | Boels Dolmans | z.t.     |
| 6  | Emma Johansson       | Wiggle High5  | z.t.     |
| 7  | Giorgia Bronzini     | Wiggle High5  | z.t.     |
| 8  | Floortje Mackaij     | Liv-Plantur   | z.t.     |
| 9  | Leah Kirchmann       | Liv-Plantur   | z.t.     |
| 10 | Anna van der Breggen | Rabobank-Liv  | z.t.     |

|    | Naam              | Team          | Tijd     |
| -- | ----------------- | ------------- | -------- |
| 1  | Marianne Vos      | Rabobank-Liv  | 7u01'26" |
| 2  | Christine Majerus | Boels Dolmans | + 3"     |
| 3  | Amy Pieters       | Wiggle High5  | + 7"     |
| 4  | Lisa Brennauer    | Canyon-SRAM   | + 11"    |
| 5  | Giorgia Bronzini  | Wiggle High5  | + 13"    |
| 6  | Leah Kirchmann    | Liv-Plantur   | + 13"    |
| 7  | Gracie Elvin      | Orica-AIS     | + 14"    |
| 8  | Lizzie Armitstead | Boels Dolmans | + 16"    |
| 9  | Floortje Mackaij  | Liv-Plantur   | + 17"    |
| 10 | Emma Johansson    | Wiggle High5  | + 17"    |

### 3e etappe
17 juni 2016 — Ashbourne naar Chesterfield, 112,6 km
|    | Naam                 | Team          | Tijd     |
| -- | -------------------- | ------------- | -------- |
| 1  | Lizzie Armitstead    | Boels Dolmans | 2u54'27" |
| 2  | Ashleigh Moolman     | Cervélo-Bigla | z.t.     |
| 3  | Elisa Longo Borghini | Wiggle High5  | z.t.     |
| 4  | Amanda Spratt        | Orica-AIS     | + 3"     |
| 5  | Marianne Vos         | Rabobank-Liv  | + 36"    |
| 6  | Amalie Dideriksen    | Boels Dolmans | z.t.     |
| 7  | Leah Kirchmann       | Liv-Plantur   | z.t.     |
| 8  | Giorgia Bronzini     | Wiggle High5  | z.t.     |
| 9  | Lisa Brennauer       | Canyon-SRAM   | z.t.     |
| 10 | Amy Pieters          | Wiggle High5  | z.t.     |

|    | Naam                 | Team          | Tijd     |
| -- | -------------------- | ------------- | -------- |
| 1  | Lizzie Armitstead    | Boels Dolmans | 9u55'59" |
| 2  | Ashleigh Moolman     | Cervélo-Bigla | + 5"     |
| 3  | Elisa Longo Borghini | Wiggle High5  | + 7"     |
| 4  | Amanda Spratt        | Orica-AIS     | + 14"    |
| 5  | Marianne Vos         | Rabobank-Liv  | + 27"    |
| 6  | Christine Majerus    | Boels Dolmans | + 32"    |
| 7  | Amy Pieters          | Wiggle High5  | + 37"    |
| 8  | Leah Kirchmann       | Liv-Plantur   | + 41"    |
| 9  | Lisa Brennauer       | Cervélo-Bigla | z.t.     |
| 10 | Giorgia Bronzini     | Wiggle High5  | + 43"    |

### 4e etappe
18 juni 2016 — Nottingham naar Stoke-on-Trent, 119,6 km
|    | Naam              | Team          | Tijd     |
| -- | ----------------- | ------------- | -------- |
| 1  | Marianne Vos      | Rabobank-Liv  | 2u36'35" |
| 2  | Leah Kirchmann    | Liv-Plantur   | z.t.     |
| 3  | Emma Johansson    | Wiggle High5  | z.t.     |
| 4  | Amalie Dideriksen | Boels Dolmans | z.t.     |
| 5  | Lisa Brennauer    | Canyon-SRAM   | z.t.     |
| 6  | Lizzie Armitstead | Boels Dolmans | z.t.     |
| 7  | Amy Pieters       | Wiggle High5  | z.t.     |
| 8  | Ashleigh Moolman  | Cervélo-Bigla | z.t.     |
| 9  | Nikki Harris      | Boels Dolmans | z.t.     |
| 10 | Ellen van Dijk    | Boels Dolmans | z.t.     |

|    | Naam                 | Team          | Tijd      |
| -- | -------------------- | ------------- | --------- |
| 1  | Lizzie Armitstead    | Boels Dolmans | 13u02'56" |
| 2  | Ashleigh Moolman     | Cervélo-Bigla | + 8"      |
| 3  | Elisa Longo Borghini | Wiggle High5  | + 10"     |
| 4  | Marianne Vos         | Rabobank-Liv  | + 15"     |
| 5  | Amanda Spratt        | Orica-AIS     | + 17"     |
| 6  | Leah Kirchmann       | Liv-Plantur   | + 37"     |
| 7  | Amy Pieters          | Wiggle High5  | + 40"     |
| 8  | Lisa Brennauer       | Cervélo-Bigla | + 44"     |
| 9  | Emma Johansson       | Wiggle High5  | + 46"     |
| 10 | Gracie Elvin         | Orica-AIS     | + 47"     |

### 5e etappe
19 juni 2016 — Northampton naar Kettering, 113,2 km
|    | Naam              | Team                 | Tijd     |
| -- | ----------------- | -------------------- | -------- |
| 1  | Lotta Lepistö     | Cervélo-Bigla        | 2u57'31" |
| 2  | Marta Bastianelli | Alé Cipollini        | z.t.     |
| 3  | Elena Cecchini    | Canyon-SRAM          | z.t.     |
| 4  | Lauren Kitchen    | Hitec Products       | z.t.     |
| 5  | Eugenia Bujak     | BTC City Ljubljana   | z.t.     |
| 6  | Molly Weaver      | Liv-Plantur          | z.t.     |
| 7  | Janneke Ensing    | Parkhotel Valkenburg | + 11"    |
| 8  | Leah Kirchmann    | Liv-Plantur          | + 15"    |
| 9  | Jolien D'Hoore    | Wiggle High5         | z.t.     |
| 10 | Marianne Vos      | Rabobank-Liv         | z.t.     |

|    | Naam                 | Team          | Tijd      |
| -- | -------------------- | ------------- | --------- |
| 1  | Lizzie Armitstead    | Boels Dolmans | 16u00'39" |
| 2  | Ashleigh Moolman     | Cervélo-Bigla | + 11"     |
| 3  | Elisa Longo Borghini | Wiggle High5  | + 13"     |
| 4  | Marianne Vos         | Rabobank-Liv  | + 18"     |
| 5  | Amanda Spratt        | Orica-AIS     | + 20"     |
| 6  | Leah Kirchmann       | Liv-Plantur   | + 40"     |
| 7  | Amy Pieters          | Wiggle High5  | + 43"     |
| 8  | Emma Johansson       | Wiggle High5  | + 49"     |
| 9  | Gracie Elvin         | Orica-AIS     | + 50"     |
| 10 | Floortje Mackaij     | Liv-Plantur   | + 53"     |

## Klassementenverloop
De gele trui wordt uitgereikt aan de rijdster met de laagste totaaltijd.
 De blauwe trui wordt uitgereikt aan de rijdster met de meeste punten van de etappefinishes en tussensprints.
 De "Queen of the Mountains" (Koningin van de Bergen) trui wordt uitgereikt aan de rijdster met de meeste behaalde punten uit bergtop passages.
 De jongerentrui wordt uitgereikt aan de beste rijdster van onder de 23 in het algemeen klassement.
 De trui voor beste Britse wordt uitgereikt aan de eerste Britse rijdster in het algemeen klassement.
| Etappe      | Winnaar           | Algemeen klassement · | Puntenklassement · | Bergklassement · | Jongerenklassement · | Beste Britse klassement · | Ploegenklassement |
| ----------- | ----------------- | --------------------- | ------------------ | ---------------- | -------------------- | ------------------------- | ----------------- |
| 1           | Christine Majerus | Christine Majerus     | Christine Majerus  | Ilona Hoeksma    | Floortje Mackaij     | Lizzie Armitstead         | Rabobank-Liv      |
| 2           | Amy Pieters       | Marianne Vos          | Marianne Vos       | Katie Hall       | Floortje Mackaij     | Lizzie Armitstead         | Wiggle High5      |
| 3           | Lizzie Armitstead | Lizzie Armitstead     | Marianne Vos       | Katie Hall       | Floortje Mackaij     | Lizzie Armitstead         | Wiggle High5      |
| 4           | Marianne Vos      | Lizzie Armitstead     | Marianne Vos       | Katie Hall       | Floortje Mackaij     | Lizzie Armitstead         | Wiggle High5      |
| 5           | Lotta Lepistö     | Lizzie Armitstead     | Marianne Vos       | Katie Hall       | Floortje Mackaij     | Lizzie Armitstead         | Wiggle High5      |
| Eindstanden | Eindstanden       | Lizzie Armitstead     | Marianne Vos       | Katie Hall       | Floortje Mackaij     | Lizzie Armitstead         | Wiggle High5      |

2014 ·
2015 ·
2016 ·
2017 ·
2018 ·
2019 ·
2020 ·
2021 ·
2022 ·
2023 ·
2024
 Strade Bianche ·
 Ronde van Drenthe ·
 Trofeo Alfredo Binda-Comune di Cittiglio ·
 Gent-Wevelgem ·
 Ronde van Vlaanderen ·
 Waalse Pijl ·
 Ronde van Chongming ·
 Ronde van Californië ·
 Philadelphia International Cycling Classic ·
 The Women's Tour ·
 Ronde van Italië voor vrouwen ·
 La Course by Le Tour de France ·
 RideLondon Classic ·
 Open de Suède Vårgårda ·
 Bretagne Classic ·
 La Madrid Challenge by La Vuelta